# Unka
Unka is een geslacht van rechtvleugeligen uit de familie krekels (Gryllidae). De wetenschappelijke naam van dit geslacht is voor het eerst geldig gepubliceerd in 1983 door Otte & Alexander.

## Soorten
Het geslacht Unka omvat de volgende soorten:
- Unka boreena Otte & Alexander, 1983
- Unka tribulatio Gorochov, 2008